# Abutilon julianae
Abutilon julianae là một loài thực vật có hoa trong họ Cẩm quỳ. Loài này được Endl. mô tả khoa học đầu tiên năm 1833.